# Näsbjörnar
Näsbjörnar är ett gemensamt svenskt namn för vad som numera betraktas som två släkten: Nasua och Nasuella. Båda släktena tillhör familjen halvbjörnar. Nasua omfattar de två arterna (vanlig näsbjörn (ringsvansad näsbjörn, Nasua nasua) och vitnosad näsbjörn (Nasua narica). Till släktet Nasuella förs endast mindre bergsnäsbjörn (Nasuella olivacea). Önäsbjörn eller cozumelnäsbjörn klassificerades tidigare som Nasua nelsoni men anses numera vara en underart av Nasua narica, och benämns sålunda Nasua narica nelsoni.
Deras huvud är långt och spetsigt. Nosen är snabelformigt förlängd och räcker långt bortom munnen samt har skarpa uppvikta kanter. Öronen är korta och avrundade. Sen finns en kort hals, en långsträckt kropp och en svans med täta hår. Benen är korta och kraftiga med fem tår på varje fot samt långa och spetsiga klor. Näsbjörnar har fyra falska kindtänder och två äkta kindtänder i varje käkhalva.
De lever oftare i sällskap än ensamma och har bra förmåga att klättra i träd. Lukten och hörseln är väl utvecklade. Dessa djur livnär sig huvudsakligen av växtämnen, maskar och insekter. För att komma åt födan gräver de i jorden. Näsbjörnar förekommer i mellersta och södra Amerika från Texas till Argentina.